# Andy Polo
Andy Polo (Lima, 29 de septiembre de 1994) es un futbolista peruano. Juega como delantero y su equipo actual es el Club Universitario de Deportes de la Primera División del Perú. Es internacional con la selección peruana de fútbol.

## Trayectoria

### Inicios
Hijo de Amador Polo y de Marisol Andrade, nació en los Barrios Altos (Lima). Desde 2004, formó parte de las divisiones menores de Universitario de Deportes, por el cual jugó en los torneos de menores. Tras realizar una buena campaña en el Campeonato Sudamericano de Fútbol Sub-17 de 2011, recibió el respaldo del entrenador José Guillermo del Solar y fue ascendido al primer equipo de la «U».
Su debut en la primera división se produjo el 23 de abril de 2011 en el encuentro entre Universitario y Alianza Atlético Sullana, disputado en el Estadio Monumental, el cual culminó con la victoria del cuadro crema por 1:0. Polo jugó 67 minutos, siendo reemplazado por Raúl Ruidíaz. En su segundo encuentro oficial con la camiseta merengue el 6 de mayo de 2011, frente a Cienciano del Cuzco, marcó su primer gol. Formó parte del equipo de Universitario de Deportes sub-20 que conquistó la Copa Libertadores Sub-20 de 2011 realizada en el Perú. Con tres goles, fue el máximo goleador de su equipo en este torneo. Sus buenas actuaciones produjeron el interés de varios clubes.

### San Martín
En enero de 2012, viajó a Italia para firmar un contrato con el Genoa C. F. C. de la Serie A. Al ser menor de edad se dijo que permanecería durante seis meses en Universitario de Deportes hasta cumplir la mayoría de edad. Sin embargo se mantuvo en el equipo durante todo el año. En febrero de 2013, anunció que había anulado su contrato con el Genoa porque ya no querían contar con sus servicios y que permanecería en el Perú hasta que finalizara su contrato con el cuadro merengue. Ante esta situación irregular los administradores del club le pidieron su colaboración para demandar al club italiano, sin embargo, el futbolista se negó y decidieron llevar a cabo la resolución de su contrato.
El 27 de marzo la Universidad de San Martín lo inscribió en su lista de buena fe, pero primero debió arreglar su situación con Universitario para poder firmar un contrato con el club santo. El 30 de abril quedó habilitado para jugar por su club por la Cámara de Conciliación y Resolución de Disputas. Su primer partido con el equipo santo lo disputó ante la Universidad Técnica de Cajamarca donde ingresó en el segundo tiempo en reemplazo de Maximiliano Giusti. El 14 de julio anotó su primer gol ante Alianza Lima. En enero de 2014, fue transferido al Inter de Milán de Italia.

### Inter de Milán
Tras su sorpresivo fichaje por el Inter de Milán, donde llegó en calidad de jugador libre, tras finalizar su vínculo con la Universidad de San Martín, rápidamente se unió al equipo juvenil del cuadro neroazurro, el Inter Primavera, conformado por jugadores de la categoría sub-19 y que participa en varios campeonatos de la categoría. Debutó con el equipo el 9 de marzo de 2014 frente al Calcio Padova y marcó su primer gol en la jornada siguiente ante el Cagliari Calcio. Durante su estadía llegó a disputar 9 encuentros, afianzándose como titular de extremo por derecha y anotando 2 goles. Además, fue convocado por el primer equipo en la última jornada ante el ChievoVerona. Finalmente, al finalizar la temporada del equipo Primavera con la eliminación en la segunda ronda de la fase final del campeonato juvenil, se comenzó a buscar una posible cesión o venta para buscar más oportunidades, apuntando a clubes de primera división.

### Millonarios F. C.
En julio de 2014 el club Millonarios de Colombia compró el 50% de su pase y el Inter de Milán lo cedió a préstamo por tres años con opción de compra. Debutó el 11 de julio ingresando en el minuto 55 mientras su equipo perdía 1-0, en el minuto 81 dio un pase gol a su compañero para el 1-1, aunque finalmente perderían por 2-1. Con el equipo colombiano disputó 11 encuentros, participando en el Clausura 2014, Apertura 2015 y la Copa Sudamericana 2014, anotando 2 goles. Recién iniciada la temporada 2015, tras haber perdido el puesto y no aparecer en las convocatorias del equipo, comenzó a tramitar su cesión a otro equipo para buscar mayores oportunidades.

### Universitario de Deportes
En el año 2015 regresó a Universitario de Deportes, sin embargo con el técnico Luis Fernando Suárez no jugó mucho y se pensó en un préstamo a otro club. Para el Torneo Clausura, cuando el club atravesaba una crisis de resultados y estaba con la posibilidad del descenso, la «U» contrató a Roberto Chale, con quien rápidamente se convirtió en titular y recuperó la confianza. El 29 de noviembre anotó su único gol de la temporada ante Sporting Cristal de tiro libre en la victoria 1-2 para los estudiantiles.
En el año 2016 decidió quedarse, llegando a ser pieza clave, formando parte del cuarteto ofensivo junto con Edison Flores, Raúl Ruidíaz y Diego Guastavino, consiguiendo el campeonato del Torneo Apertura. Para el Torneo Clausura este cuarteto sufrió las salidas de Ruidíaz a Morelia y Flores al Aalborg, por lo cual Andy bajó su nivel. A pesar de que el equipo no jugó tan bien llegaron hasta las semifinales del Campeonato Descentralizado donde fueron eliminados por marcador global de 4:3 frente a Melgar, encuentro en el que Andy marcó un gol. Por el tercer lugar del torneo enfrentaron a Deportivo Municipal, al cual vencieron por 3-2.

### Monarcas Morelia
En enero de 2017 fue transferido al Monarcas Morelia. Su debut oficial con la camiseta del cuadro mexicano se produjo el 22 de enero en el empate 1-1 ante el Santos Laguna. En su primera temporada disputó quince encuentros y anotó dos goles en la liga. En la Copa de México anotó un gol en un partido y avanzaron hasta la final donde fueron derrotados por el Club Deportivo Guadalajara. Durante la campaña 2017-18 disputó un total de nueve partidos del campeonato. En la copa nacional de esa misma temporada, avanzaron hasta los octavos de final, tras ser derrotados por 4-2 por el Club Tijuana.

### Portland Timbers
El 17 de enero de 2018 tras tener pocos minutos en el Monarcas Morelia, fue cedido al Portland Timbers de Estados Unidos, donde estará hasta final de año. Su debut oficial con la camiseta del club estadounidense se produjo el 5 de marzo en la derrota 2-1 ante Los Angeles Galaxy. En la temporada 2018 Andy jugó la final de la Major League Soccer contra el Atlanta United donde terminaron perdiendo. Luego de haber completado buenas actuaciones y haberse afianzado como titular, el Portland ejecutó la opción de compra de su contrato, pagando más de 1 millón dólares al Monarcas Morelia.

### Universitario de Deportes
En marzo de 2022, tras su abrupta salida del Portland Timbers, fue anunciado como nuevo fichaje de Universitario de Deportes, marcando su regreso después de casi seis años. En la temporada 2023, tras la llegada del técnico Jorge Fossati, Polo fue reconvertido como carrilero derecho y salió campeón nacional al vencer en la final a Alianza Lima, obteniendo su primer título nacional, siendo una de las figuras del plantel. En 2024 jugó un total de 40 partidos, marcando 3 goles y dando 13 asistencias. A final de año sería bicampeón nacional con el plantel crema en el año de su Centenario.

## Selección nacional
Polo inició su participación en la selección peruana en las categorías sub-15 y sub-17, con las cuales disputó el Campeonato Sudamericano Sub-15 de 2009, los Juegos Suramericanos de 2010 y el Campeonato Sudamericano de Fútbol Sub-17 de 2011. El 10 de junio de 2011, fue convocado por Sergio Markarián a un microciclo de la selección absoluta pero no llegó a debutar. Fue convocado a la selección en la categoría sub-20 para participar en el Campeonato Sudamericano de Fútbol Sub-20 de 2013. El 16 de enero hizo su debut ante la selección de Ecuador, partido que terminó en derrota del elenco peruano por 2:1. El 30 de enero marcó su primer gol ante Ecuador en el hexagonal final, el encuentro culminó en triunfo peruano por 3:2.
Con la selección absoluta ha sido internacional en 56 ocasiones y ha marcado 2 goles. Su debut se produjo el 29 de marzo de 2016 en un encuentro ante la selección de Uruguay que finalizó con marcador de 1-0 a favor de los uruguayos. El 20 de mayo de 2016 el entrenador Ricardo Gareca, lo incluyó en la nómina de 23 jugadores convocados para disputar la Copa América Centenario. El estreno de la blanquirroja en la competición se produjo el 4 de junio de 2016 derrotando por 1-0 a Haití. Cuatro días más tarde empató por marcador de 2-2 ante su similar de Ecuador. Perú cerró su participación en la primera fase con una victoria por 1-0 ante Brasil. En los cuartos de final enfrentó a la selección de Colombia con la que empató 0-0 en el tiempo reglamentario, finalmente fueron derrotados por 4-2 en la tanda de penales. Andy estuvo presente en los cuatro partidos que disputó su selección.
El 16 de mayo de 2018 el entrenador de la selección peruana, Ricardo Gareca, lo incluyó en la nómina preliminar de 24 jugadores convocados para la Copa Mundial de Fútbol de 2018. Fue confirmado en la lista definitiva de 23 jugadores el 4 de junio, recibiendo la camiseta número 14 para disputar el torneo mundial.
Luego de una intermitente presencia en los amistosos posteriores a la Copa Mundial, fue confirmado en la lista de 23 jugadores para la Copa América 2019 de Brasil, donde disputó todos los encuentros de la fase de grupos. Fue convocado nuevamente para disputar las primeras fechas de las clasificatorias para el Mundial de Catar 2022, ante Paraguay y Brasil, teniendo minutos en ambos encuentros.

### Participaciones en Copas del Mundo
| Copa                           | Sede  | Resultado    | Partidos | Goles |
| ------------------------------ | ----- | ------------ | -------- | ----- |
| Copa Mundial de Fútbol de 2018 | Rusia | Primera fase | 0        | 0     |

### Participaciones en Copa América
| Copa                    | Sede           | Resultado        | Partidos | Goles |
| ----------------------- | -------------- | ---------------- | -------- | ----- |
| Copa América Centenario | Estados Unidos | Cuartos de final | 4        | 0     |
| Copa América 2019       | Brasil         | Subcampeón       | 5        | 0     |
| Copa América 2024       | Estados Unidos | Fase de grupos   | 2        | 0     |

## Estadísticas

### Clubes
| Club                             | Temporada           | Liga  | Liga  | Copas Nacionales * | Copas Nacionales * | Copas Internacionales ** | Copas Internacionales ** | Total | Total |
| Club                             | Temporada           | Part. | Goles | Part.              | Goles              | Part.                    | Goles                    | Part. | Goles |
| -------------------------------- | ------------------- | ----- | ----- | ------------------ | ------------------ | ------------------------ | ------------------------ | ----- | ----- |
| Universitario de Deportes · Perú | 2011                | 19    | 4     | 1                  | 0                  | 5                        | 1                        | 25    | 5     |
| Universitario de Deportes · Perú | 2012                | 40    | 4     | 0                  | 0                  | 0                        | 0                        | 40    | 4     |
| Universitario de Deportes · Perú | Total               | 59    | 8     | 1                  | 0                  | 5                        | 1                        | 65    | 9     |
| Universidad de San Martín · Perú | 2013                | 28    | 4     | 0                  | 0                  | 0                        | 0                        | 28    | 4     |
| Universidad de San Martín · Perú | Total               | 28    | 4     | 0                  | 0                  | 0                        | 0                        | 28    | 4     |
| Inter de Milán · Italia          | 2013-14             | 0     | 0     | 0                  | 0                  | 0                        | 0                        | 0     | 0     |
| Inter de Milán · Italia          | Total               | 0     | 0     | 0                  | 0                  | 0                        | 0                        | 0     | 0     |
| Millonarios F. C. · Colombia     | 2014                | 11    | 2     | 5                  | 0                  | 1                        | 0                        | 17    | 2     |
| Millonarios F. C. · Colombia     | Total               | 11    | 2     | 5                  | 0                  | 1                        | 0                        | 17    | 2     |
| Universitario de Deportes · Perú | 2015                | 24    | 1     | 1                  | 0                  | 2                        | 0                        | 27    | 1     |
| Universitario de Deportes · Perú | 2016                | 33    | 4     | 0                  | 0                  | 2                        | 0                        | 35    | 4     |
| Universitario de Deportes · Perú | Total               | 57    | 5     | 1                  | 0                  | 4                        | 0                        | 62    | 5     |
| Monarcas Morelia · México        | 2017-C              | 15    | 2     | 1                  | 1                  | 0                        | 0                        | 16    | 3     |
| Monarcas Morelia · México        | 2017-A              | 9     | 0     | 1                  | 0                  | 0                        | 0                        | 10    | 0     |
| Monarcas Morelia · México        | Total               | 24    | 2     | 2                  | 1                  | 0                        | 0                        | 26    | 3     |
| Portland Timbers Estados Unidos  | 2018                | 28    | 1     | 1                  | 0                  | 0                        | 0                        | 29    | 1     |
| Portland Timbers Estados Unidos  | 2019                | 21    | 0     | 0                  | 0                  | 0                        | 0                        | 21    | 0     |
| Portland Timbers Estados Unidos  | 2020                | 21    | 2     | 0                  | 0                  | 0                        | 0                        | 21    | 2     |
| Portland Timbers Estados Unidos  | 2021                | 4     | 0     | 0                  | 0                  | 1                        | 0                        | 5     | 0     |
| Portland Timbers Estados Unidos  | 2022                | 0     | 0     | 0                  | 0                  | 0                        | 0                        | 0     | 0     |
| Portland Timbers Estados Unidos  | Total               | 74    | 3     | 1                  | 0                  | 1                        | 0                        | 76    | 3     |
| Universitario de Deportes · Perú | 2022                | 28    | 1     | 0                  | 0                  | 0                        | 0                        | 28    | 1     |
| Universitario de Deportes · Perú | 2023                | 32    | 1     | 0                  | 0                  | 9                        | 0                        | 41    | 1     |
| Universitario de Deportes · Perú | 2024                | 34    | 3     | 0                  | 0                  | 6                        | 0                        | 40    | 3     |
| Universitario de Deportes · Perú | 2025                | 22    | 1     | 0                  | 0                  | 7                        | 0                        | 29    | 1     |
| Universitario de Deportes · Perú | Total               | 116   | 6     | 0                  | 0                  | 22                       | 0                        | 138   | 6     |
| Total en su carrera              | Total en su carrera | 369   | 30    | 10                 | 1                  | 33                       | 1                        | 412   | 32    |

- (*) Torneo del Inca, Copa Colombia, Copa México y Lamar Hunt U.S. Open Cup.
- (**) Copa Sudamericana, Liga de Campeones de la Concacaf y Copa Libertadores de América.

### Selección nacional
| \| Fecha \| Ciudad \| Local \| Resultado \| Visitante \| Competencia \| Goles \| \| ----------------------- \| ----------------- \| -------------- \| --------- \| ------------- \| -------------------------- \| ----- \| \| 29-03-2016 \| Montevideo \| Uruguay \| 1:0 \| Perú \| Clasificación Mundial 2018 \| 0 \| \| 28-05-2016 \| Washington D. C. \| Perú \| 3:1 \| El Salvador \| Amistoso \| 1 \| \| 04-06-2016 \| Seattle \| Haití \| 0:1 \| Perú \| Copa América Centenario \| 0 \| \| 08-06-2016 \| Glendale \| Ecuador \| 2:2 \| Perú \| Copa América Centenario \| 0 \| \| 12-06-2016 \| Foxborough \| Brasil \| 0:1 \| Perú \| Copa América Centenario \| 0 \| \| 17-06-2016 \| East Rutherford \| Perú \| 0:0 / 2:4 \| Colombia \| Copa América Centenario \| 0 \| \| 01-09-2016 \| La Paz \| Bolivia \| 0:3[30] \| Perú \| Clasificación Mundial 2018 \| 0 \| \| 10-11-2016 \| Asunción \| Paraguay \| 1:4 \| Perú \| Clasificación Mundial 2018 \| 0 \| \| 15-11-2016 \| Lima \| Perú \| 0:2 \| Brasil \| Clasificación Mundial 2018 \| 0 \| \| 29-03-2017 \| Lima \| Perú \| 2:1 \| Uruguay \| Clasificación Mundial 2018 \| 0 \| \| 13-06-2017 \| Arequipa \| Perú \| 3:1 \| Jamaica \| Amistoso \| 0 \| \| 31-08-2017 \| Lima \| Perú \| 2:1 \| Bolivia \| Clasificación Mundial 2018 \| 0 \| \| 05-10-2017 \| Buenos Aires \| Argentina \| 0:0 \| Perú \| Clasificación Mundial 2018 \| 0 \| \| 11-11-2017 \| Wellington \| Nueva Zelanda \| 0:0 \| Perú \| Repesca Mundial 2018 \| 0 \| \| 15-11-2017 \| Lima \| Perú \| 2:0 \| Nueva Zelanda \| Repesca Mundial 2018 \| 0 \| \| 29-05-2018 \| Lima \| Perú \| 2:0 \| Escocia \| Amistoso \| 0 \| \| 09-06-2018 \| Gotemburgo \| Suecia \| 0:0 \| Perú \| Amistoso \| 0 \| \| 12-10-2018 \| Miami Gardens \| Perú \| 3:0 \| Chile \| Amistoso \| 0 \| \| 16-10-2018 \| East Hartford \| Estados Unidos \| 1:1 \| Perú \| Amistoso \| 0 \| \| 15 de noviembre de 2018 \| Lima \| Perú \| 0:2 \| Ecuador \| Amistoso \| 0 \| \| 20 de noviembre de 2018 \| Arequipa \| Perú \| 2:3 \| Costa Rica \| Amistoso \| 0 \| \| 22 de marzo de 2019 \| Harrison \| Perú \| 1:0 \| Paraguay \| Amistoso \| 0 \| \| 26-03-2019 \| Washington D. C. \| Perú \| 0:2 \| El Salvador \| Amistoso \| 0 \| \| 05-06-2019 \| Lima \| Perú \| 1:0 \| Costa Rica \| Amistoso \| 0 \| \| 09-06-2019 \| Lima \| Perú \| 0:3 \| Colombia \| Amistoso \| 0 \| \| 15-06-2019 \| Porto Alegre \| Venezuela \| 0:0 \| Perú \| Copa América 2019 \| 0 \| \| 18-06-2019 \| Río de Janeiro \| Bolivia \| 1:3 \| Perú \| Copa América 2019 \| 0 \| \| 22-06-2019 \| São Paulo \| Perú \| 0:5 \| Brasil \| Copa América 2019 \| 0 \| \| 03-07-2019 \| Porto Alegre \| Chile \| 0:3 \| Perú \| Copa América 2019 \| 0 \| \| 06-07-2019 \| Río de Janeiro \| Brasil \| 3:1 \| Perú \| Copa América 2019 \| 0 \| \| 15-11-2019 \| Miami Gardens \| Colombia \| 1:0 \| Perú \| Amistoso \| 0 \| \| 08-10-2020 \| Asunción \| Paraguay \| 2:2 \| Perú \| Clasificación Mundial 2022 \| 0 \| \| 13-10-2020 \| Lima \| Perú \| 2:4 \| Brasil \| Clasificación Mundial 2022 \| 0 \| \| 13-11-2020 \| Santiago de Chile \| Chile \| 2:0 \| Perú \| Clasificación Mundial 2022 \| 0 \| \| 17-11-2020 \| Lima \| Perú \| 0:2 \| Argentina \| Clasificación Mundial 2022 \| 0 \| \| 16-01-2022 \| Lima \| Perú \| 1:1 \| Panamá \| Amistoso \| 0 \| \| 20-01-2022 \| Lima \| Perú \| 3:0 \| Jamaica \| Amistoso \| 0 \| \| 25-03-2023 \| Maguncia \| Alemania \| 2:0 \| Perú \| Amistoso \| 0 \| \| 28-03-2023 \| Madrid \| Marruecos \| 0:0 \| Perú \| Amistoso \| 0 \| \| 07-09-2023 \| Ciudad del Este \| Paraguay \| 0:0 \| Perú \| Clasificación Mundial 2026 \| 0 \| \| 12-09-2023 \| Lima \| Perú \| 0:1 \| Brasil \| Clasificación Mundial 2026 \| 0 \| \| 12-10-2023 \| Santiago \| Chile \| 2:0 \| Perú \| Clasificación Mundial 2026 \| 0 \| \| 17-10-2023 \| Lima \| Perú \| 0:2 \| Argentina \| Clasificación Mundial 2026 \| 0 \| \| 22-03-2024 \| Lima \| Perú \| 2:0 \| Nicaragua \| Amistoso \| 0 \| \| 07-06-2024 \| Lima \| Perú \| 0:0 \| Paraguay \| Amistoso \| 0 \| \| 21-06-2024 \| Arlington \| Perú \| 0:0 \| Chile \| Copa América 2024 \| 0 \| \| 25-06-2024 \| Kansas City \| Perú \| 0:1 \| Canadá \| Copa América 2024 \| 0 \| \| 06-09-2024 \| Lima \| Perú \| 1:1 \| Colombia \| Clasificación Mundial 2026 \| 0 \| \| 11-10-2024 \| Lima \| Perú \| 1:0 \| Uruguay \| Clasificación Mundial 2026 \| 0 \| \| 15-10-2024 \| Brasilia \| Brasil \| 4:0 \| Perú \| Clasificación Mundial 2026 \| 0 \| \| 15-11-2024 \| Lima \| Perú \| 0:0 \| Chile \| Clasificación Mundial 2026 \| 0 \| \| 19-11-2024 \| Buenos Aires \| Argentina \| 1:0 \| Perú \| Clasificación Mundial 2026 \| 0 \| \| 20-03-2025 \| Lima \| Perú \| 3:1 \| Bolivia \| Clasificación Mundial 2026 \| 1 \| \| 25-03-2025 \| Maturín \| Venezuela \| 1:0 \| Perú \| Clasificación Mundial 2026 \| 0 \| \| 06-06-2025 \| Barranquilla \| Colombia \| 0:0 \| Perú \| Clasificación Mundial 2026 \| 0 \| \| 10-06-2025 \| Lima \| Perú \| 0:0 \| Ecuador \| Clasificación Mundial 2026 \| 0 \| \| Total \| \| Presencias \| 56 \| \| Goles \| 2 \| |                   |                |           |               |                            |       |
| Fecha | Ciudad            | Local          | Resultado | Visitante     | Competencia                | Goles |
| 29-03-2016 | Montevideo        | Uruguay        | 1:0       | Perú          | Clasificación Mundial 2018 | 0     |
| 28-05-2016 | Washington D. C.  | Perú           | 3:1       | El Salvador   | Amistoso                   | 1     |
| 04-06-2016 | Seattle           | Haití          | 0:1       | Perú          | Copa América Centenario    | 0     |
| 08-06-2016 | Glendale          | Ecuador        | 2:2       | Perú          | Copa América Centenario    | 0     |
| 12-06-2016 | Foxborough        | Brasil         | 0:1       | Perú          | Copa América Centenario    | 0     |
| 17-06-2016 | East Rutherford   | Perú           | 0:0 / 2:4 | Colombia      | Copa América Centenario    | 0     |
| 01-09-2016 | La Paz            | Bolivia        | 0:3       | Perú          | Clasificación Mundial 2018 | 0     |
| 10-11-2016 | Asunción          | Paraguay       | 1:4       | Perú          | Clasificación Mundial 2018 | 0     |
| 15-11-2016 | Lima              | Perú           | 0:2       | Brasil        | Clasificación Mundial 2018 | 0     |
| 29-03-2017 | Lima              | Perú           | 2:1       | Uruguay       | Clasificación Mundial 2018 | 0     |
| 13-06-2017 | Arequipa          | Perú           | 3:1       | Jamaica       | Amistoso                   | 0     |
| 31-08-2017 | Lima              | Perú           | 2:1       | Bolivia       | Clasificación Mundial 2018 | 0     |
| 05-10-2017 | Buenos Aires      | Argentina      | 0:0       | Perú          | Clasificación Mundial 2018 | 0     |
| 11-11-2017 | Wellington        | Nueva Zelanda  | 0:0       | Perú          | Repesca Mundial 2018       | 0     |
| 15-11-2017 | Lima              | Perú           | 2:0       | Nueva Zelanda | Repesca Mundial 2018       | 0     |
| 29-05-2018 | Lima              | Perú           | 2:0       | Escocia       | Amistoso                   | 0     |
| 09-06-2018 | Gotemburgo        | Suecia         | 0:0       | Perú          | Amistoso                   | 0     |
| 12-10-2018 | Miami Gardens     | Perú           | 3:0       | Chile         | Amistoso                   | 0     |
| 16-10-2018 | East Hartford     | Estados Unidos | 1:1       | Perú          | Amistoso                   | 0     |
| 15 de noviembre de 2018 | Lima              | Perú           | 0:2       | Ecuador       | Amistoso                   | 0     |
| 20 de noviembre de 2018 | Arequipa          | Perú           | 2:3       | Costa Rica    | Amistoso                   | 0     |
| 22 de marzo de 2019 | Harrison          | Perú           | 1:0       | Paraguay      | Amistoso                   | 0     |
| 26-03-2019 | Washington D. C.  | Perú           | 0:2       | El Salvador   | Amistoso                   | 0     |
| 05-06-2019 | Lima              | Perú           | 1:0       | Costa Rica    | Amistoso                   | 0     |
| 09-06-2019 | Lima              | Perú           | 0:3       | Colombia      | Amistoso                   | 0     |
| 15-06-2019 | Porto Alegre      | Venezuela      | 0:0       | Perú          | Copa América 2019          | 0     |
| 18-06-2019 | Río de Janeiro    | Bolivia        | 1:3       | Perú          | Copa América 2019          | 0     |
| 22-06-2019 | São Paulo         | Perú           | 0:5       | Brasil        | Copa América 2019          | 0     |
| 03-07-2019 | Porto Alegre      | Chile          | 0:3       | Perú          | Copa América 2019          | 0     |
| 06-07-2019 | Río de Janeiro    | Brasil         | 3:1       | Perú          | Copa América 2019          | 0     |
| 15-11-2019 | Miami Gardens     | Colombia       | 1:0       | Perú          | Amistoso                   | 0     |
| 08-10-2020 | Asunción          | Paraguay       | 2:2       | Perú          | Clasificación Mundial 2022 | 0     |
| 13-10-2020 | Lima              | Perú           | 2:4       | Brasil        | Clasificación Mundial 2022 | 0     |
| 13-11-2020 | Santiago de Chile | Chile          | 2:0       | Perú          | Clasificación Mundial 2022 | 0     |
| 17-11-2020 | Lima              | Perú           | 0:2       | Argentina     | Clasificación Mundial 2022 | 0     |
| 16-01-2022 | Lima              | Perú           | 1:1       | Panamá        | Amistoso                   | 0     |
| 20-01-2022 | Lima              | Perú           | 3:0       | Jamaica       | Amistoso                   | 0     |
| 25-03-2023 | Maguncia          | Alemania       | 2:0       | Perú          | Amistoso                   | 0     |
| 28-03-2023 | Madrid            | Marruecos      | 0:0       | Perú          | Amistoso                   | 0     |
| 07-09-2023 | Ciudad del Este   | Paraguay       | 0:0       | Perú          | Clasificación Mundial 2026 | 0     |
| 12-09-2023 | Lima              | Perú           | 0:1       | Brasil        | Clasificación Mundial 2026 | 0     |
| 12-10-2023 | Santiago          | Chile          | 2:0       | Perú          | Clasificación Mundial 2026 | 0     |
| 17-10-2023 | Lima              | Perú           | 0:2       | Argentina     | Clasificación Mundial 2026 | 0     |
| 22-03-2024 | Lima              | Perú           | 2:0       | Nicaragua     | Amistoso                   | 0     |
| 07-06-2024 | Lima              | Perú           | 0:0       | Paraguay      | Amistoso                   | 0     |
| 21-06-2024 | Arlington         | Perú           | 0:0       | Chile         | Copa América 2024          | 0     |
| 25-06-2024 | Kansas City       | Perú           | 0:1       | Canadá        | Copa América 2024          | 0     |
| 06-09-2024 | Lima              | Perú           | 1:1       | Colombia      | Clasificación Mundial 2026 | 0     |
| 11-10-2024 | Lima              | Perú           | 1:0       | Uruguay       | Clasificación Mundial 2026 | 0     |
| 15-10-2024 | Brasilia          | Brasil         | 4:0       | Perú          | Clasificación Mundial 2026 | 0     |
| 15-11-2024 | Lima              | Perú           | 0:0       | Chile         | Clasificación Mundial 2026 | 0     |
| 19-11-2024 | Buenos Aires      | Argentina      | 1:0       | Perú          | Clasificación Mundial 2026 | 0     |
| 20-03-2025 | Lima              | Perú           | 3:1       | Bolivia       | Clasificación Mundial 2026 | 1     |
| 25-03-2025 | Maturín           | Venezuela      | 1:0       | Perú          | Clasificación Mundial 2026 | 0     |
| 06-06-2025 | Barranquilla      | Colombia       | 0:0       | Perú          | Clasificación Mundial 2026 | 0     |
| 10-06-2025 | Lima              | Perú           | 0:0       | Ecuador       | Clasificación Mundial 2026 | 0     |
| Total |                   | Presencias     | 56        |               | Goles                      | 2     |

### Resumen estadístico
| Competición           | Encuentros | Goles | Promedio |
| --------------------- | ---------- | ----- | -------- |
| Liga                  | 369        | 30    | 0,08     |
| Copas nacionales      | 10         | 1     | 0,1      |
| Copas internacionales | 33         | 1     | 0,03     |
| Selección del Perú    | 56         | 2     | 0,04     |
| Total                 | 468        | 34    | 0,07     |

## Palmarés

### Títulos nacionales
| Título                    | Club                      | País           | Año  |
| ------------------------- | ------------------------- | -------------- | ---- |
| Torneo Apertura           | Universitario de Deportes | Perú           | 2016 |
| Conferencia Oeste (MLS)   | Portland Timbers          | Estados Unidos | 2018 |
| MLS is Back Tournament    | Portland Timbers          | Estados Unidos | 2020 |
| Torneo Clausura           | Universitario de Deportes | Perú           | 2023 |
| Primera División del Perú | Universitario de Deportes | Perú           | 2023 |
| Torneo Apertura           | Universitario de Deportes | Perú           | 2024 |
| Torneo Clausura           | Universitario de Deportes | Perú           | 2024 |
| Primera División del Perú | Universitario de Deportes | Perú           | 2024 |
| Torneo Apertura           | Universitario de Deportes | Perú           | 2025 |

### Títulos internacionales
| Título                   | Club                      | País | Año  |
| ------------------------ | ------------------------- | ---- | ---- |
| Copa Libertadores Sub-20 | Universitario de Deportes | Perú | 2011 |

### Distinciones individuales
| Distinción                             | Año  |
| -------------------------------------- | ---- |
| Jugador revelación del Descentralizado | 2011 |
| Mejor gol del campeonato MLS is back   | 2020 |